# Ósvífur Helgason
Ósvífur spaki Helgason (apodado el Sabio, 954-1016) fue un vikingo y bóndi de Laugar, Sælingsdalstúnga, Dalasýsla en Islandia. Es un personaje de la saga de Laxdœla, y saga Eyrbyggja, y aparece citado en la saga de Njál, saga de Reykdæla ok Víga-Skútu, y Bjarnar saga Hitdœlakappa. Era hijo de Helgi Ottarsson, nieto de Óttar Björnsson de Snæfellsnes, y bisnieto del colono noruego Bjorn Ketilsson. Su madre era Niðbjörg Bjolansdóttir (c. 910), hija de Kaðlin Hrólfsdóttir (c. 890), por lo tanto nieta de Hrolf Ganger.
Se casó con Þórdís Þjódólfsdóttir (n. 955) y de esa relación nacieron ocho hijos, siete varones y una hembra:
- Guðrún Ósvífursdóttir, el personaje principal de la saga de Laxdœla.[8]
- Torráður Ósvífsson (n. 976).
- Vandráður Ósvífsson (n. 978).
- Þórólfur Ósvífsson (n. 980).
- Óspakur Ósvífsson (n. 982), sería el padre de Úlf Óspaksson.
- Einar Ósvífsson (n. 984).
- Þorbjörn Ósvífsson (n. 986).
- Þorkell Ósvífsson (n. 988).
- Helgi Ósvífsson (n. 990).